# Brama Hainburska

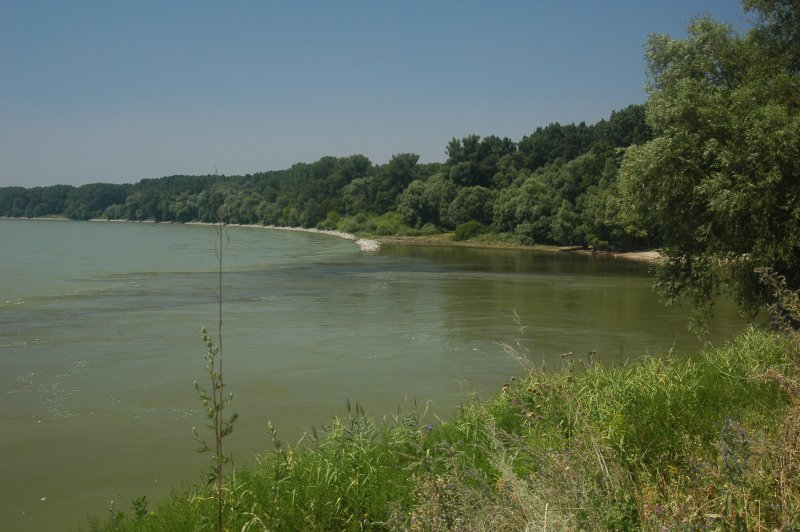

Brama Hainburska (niem. Hainburger Pforte, słow. Devínska brána) – przełomowy odcinek doliny Dunaju między Kotliną Wiedeńską a Kotliną Panońską. Przypada na odcinek rzeki, na którym tworzy ona granicę słowacko-austriacką, u ujścia Morawy, tuż na zachód od Bratysławy. Inne nazwy Bramy Hainburskiej to Brama Devińska (niem. Thebener Pforte, słow. Devínska brána) i Brama Węgierska (łac. Porta Hungarica).
W Bramie Hainburskiej dolina Dunaju oddziela Małe Karpaty (kulminacja Devínska Kobyla, 514 m n.p.m.) na północnym brzegu od alpejskich Wzgórz Hainburskich (kulminacja Braunsberg, 346 m n.p.m.) na południowym brzegu. Na obu wzgórzach znajdują się ruiny średniowiecznych twierdz. Na brzegu słowackim jest to zamek Devín, na brzegu austriackim – zamek w Hainburg an der Donau. 
Bramę Hainburską Dunaj wykorzystuje od niedawna (w skali geologicznej). Poprzednie ujście Dunaju do Kotliny Panońskiej stanowiła położona kilkanaście kilometrów dalej na południe „Brama Brucka” (niem. Brucker Pforte) między Wzgórzami Hainburskimi a Górami Litawskimi, obecnie wykorzystywana przez Litawę.